# Caudicornia
Caudicornia é um gênero de traça pertencente à família Brachodidae.